# Acrocephalus melanopogon
Acrocephalus melanopogon là một loài chim trong họ Acrocephalidae.

## Hình ảnh

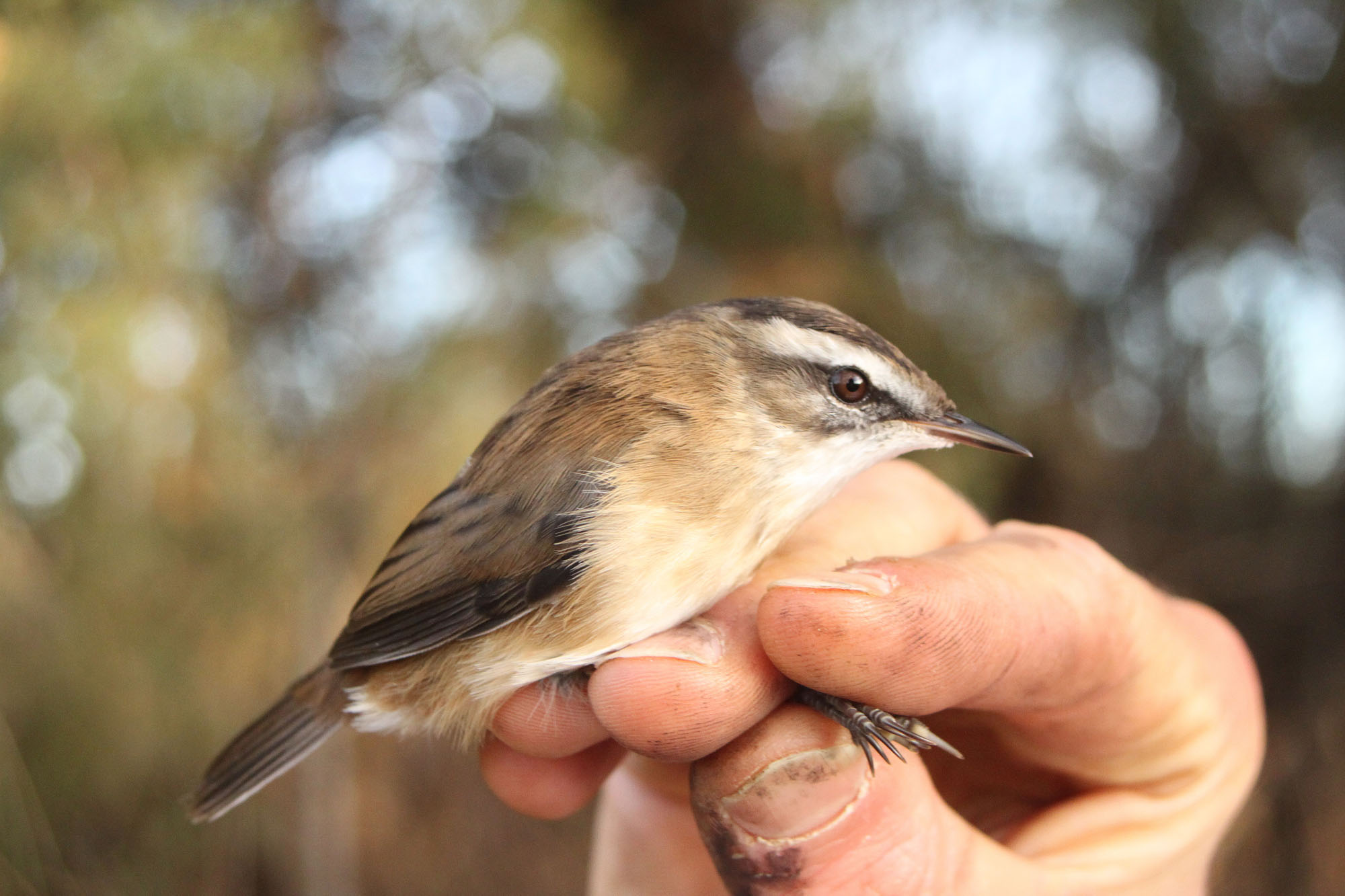
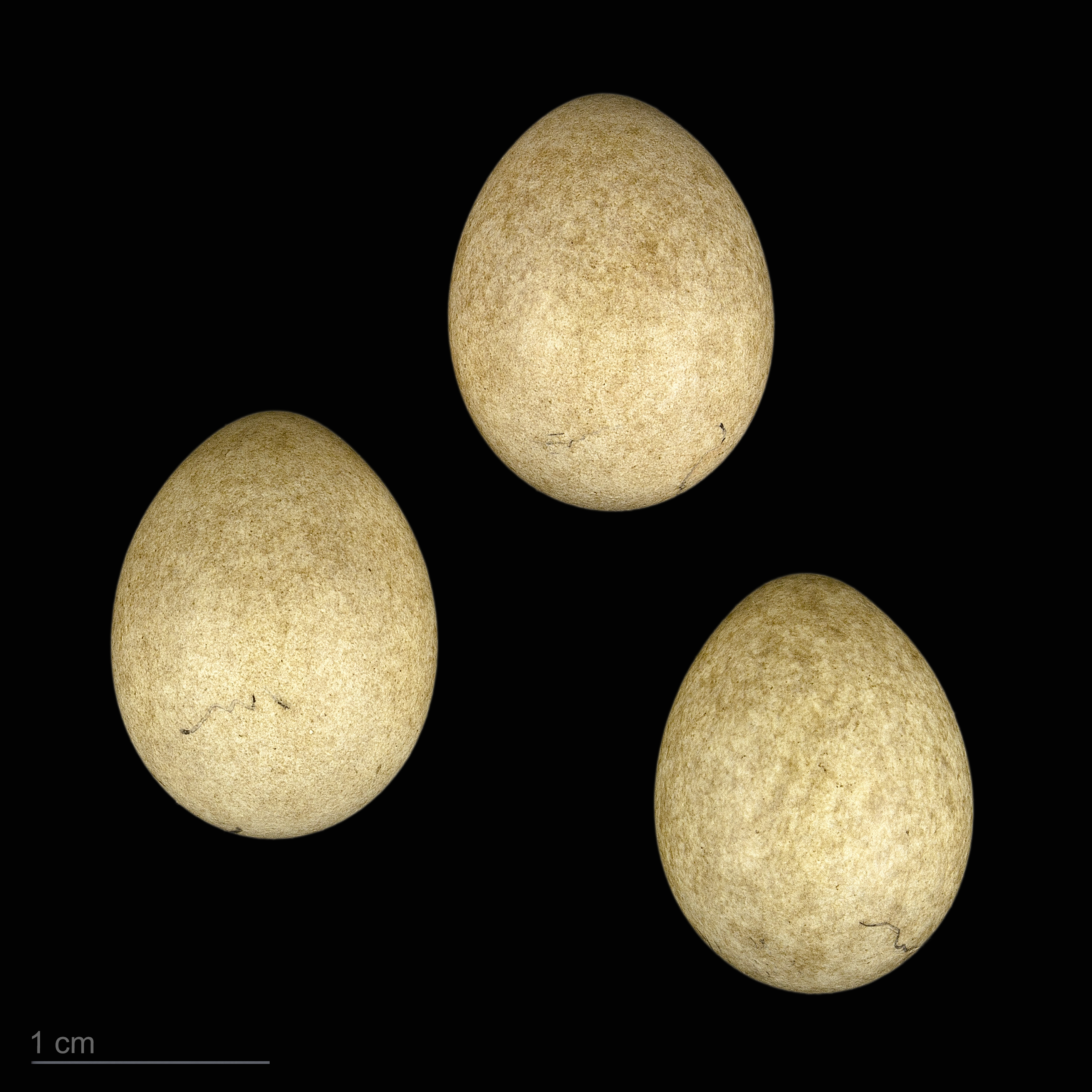
Acrocephalus melanopogon melanopogon